# サルガタナス
サルガタナス（Sargatanas）は、ヨーロッパの伝承に伝わる悪魔の1人。魔術や悪魔学に関して記したグリモワールと呼ばれる一連の文献においてその名前が見られる。
18世紀もしくは19世紀に民間に流布したグリモワールの1つである『真正奥義書』によれば、サルガタナスはアスタロトの配下であり、アスタロト、ネビロスとともにアメリカに住まう。
『真正奥義書』と同じく18世紀以降に流布したと考えられているグリモワール『大奥義書』によれば、サルガナタスは地獄の3人の支配者ルシファー、ベルゼビュート、アスタロトに仕える6柱の上級精霊の1柱であり、旅団長とされる。数旅団の精霊を率いており、直属の配下としてゾレイ、ウァレファル、ファライーを従える。人の姿を見えなくする力を持つ。また、人をあらゆる場所に移動させる力、あらゆる鍵を開け、家の中で起こっていることを見せる力も持つ。羊飼いの技も教えてくれる。